# Panoploea eblanae
Panoploea eblanae är en kräftdjursart. Panoploea eblanae ingår i släktet Panoploea och familjen Iphimediidae. Inga underarter finns listade i Catalogue of Life.